# 查塔尼卡 (阿拉斯加州)
查塔尼卡（英語：Chatanika）是位於美國阿拉斯加州費爾班克斯-北極星自治市鎮的一個非建制地區。該地的面積和人口皆未知。

## 地理
查塔尼卡的座標為65°06′44″N 147°28′38″W / 65.11222°N 147.47722°W，而該地的平均海拔高度為273米（即896英尺）。